# Ковалець Сергій Іванович
Сергі́й Іва́нович Ковале́ць (нар. 5 вересня 1968, с. Агай, УРСР, СРСР) — радянський та український футболіст, півзахисник. Грав за збірну України. Нині — український футбольний тренер, який із жовтня 2024 року очолює хмельницьке «Поділля». З 2012 по 2015 рік був головним тренером молодіжної збірної України.

## Ігрова кар'єра
Вихованець ДЮСШ м. Красилів (Хмельницька область). Перші тренери — Віктор Андрійович Безрядін та Яків Давидович Горбачов.
Ковалець досі вдячний першим наставникам за вміння знайти підхід до кожного юного футболіста:
|  | Сильні тренери, педагоги і психологи — таких зараз дуже мало. |

Закінчив Київський інститут фізкультури.
У 1984 почав грати за дорослу команду «Случ» (Красилів), що була тоді одна з найсильніших в області. Наступного року запрошений до команди майстрів — хмельницького «Поділля». Тоді за регламентом у команді повинен був виступати один гравець віком до 18 років. На це місце взяли Сергія Ковальця.
У 1986 році пішов до армії. Виступав за армійський колектив «Зірка» (Бердичів), яку тренував тоді Мілетій Бальчос. У цій команді юнак вдосконалив майстерність і після закінчення терміну служби відразу отримав пропозицію від вінницької «Ниви». Але футболіст повернувся на рідну Хмельниччину — 1988—1989 роки провів у «Поділлі» (Хмельницький), де став одним з найкращих гравців. Надійшли запрошення від дніпропетровського «Дніпра» та «Шахтаря» (Донецьк), але Мирон Маркевич, тодішній головний тренер «Поділля», порадив футболістові переходити у київське «Динамо». Сергія запросив динамівський селекціонер Олег Базилевич і в жовтні 1989-го року гравець підписав контракт з київською командою.
Півзахисник відразу став потрапляти до основного складу і виграв з «Динамо» чемпіонат і Кубок СРСР 1990 року. Загалом початок 1990-х років склався для динамівців не надто успішно — після від'їзду Валерія Лобановського на Близький Схід команда не змогла перемогти у першому чемпіонаті незалежної України. Згодом разом з київською командою Ковалець виграв першості 1993 та 1994 років, Кубок України 1994.
Одним з найпам'ятніших матчів у своїй кар'єрі футболіст вважає поєдинок групового етапу Ліги чемпіонів 1994/95 «Динамо» — «Спартак». Поступаючись 0:2, кияни переломили хід поєдинку і здобули перемогу 3:2, а вирішальний, третій, м'яч забив Сергій Ребров після пасу Ковальця. Гравці виступали проти тодішнього тренера команди Йожефа Сабо, який мав непередбачуваний, запальний характер і часто вибирав не найраціональніші методи керування командою. Новий наставник Володимир Онищенко, який очолив «Динамо» у другій половині сезону 1994/95, планував змінювати склад і не бачив Ковальця серед футболістів основного складу.
На початку 1995 року перейшов до дніпропетровського «Дніпра», який навесні дійшов до фіналу Кубка України. Дніпропетровців тренував німецький спеціаліст Бернд Штанге. Саме він допоміг Ковальцю перебратися до закордонного клубу — другу половину сезону 1996/97 півзахисник провів на правах оренди в голландському «Твенте» і став призером чемпіонату Голландії.
Чемпіонат 1997/98 почав у «Дніпрі», потім перейшов до львівських «Карпат», які очолював Мирон Маркевич. Маркевич знав футболіста ще з часів його виступів за «Поділля» наприкінці 1980-х років. Півзахисник міцно увійшов до основного складу «зелено-білих», завоював з клубом бронзові медалі 1997/98 і став фіналістом Кубка України-1998/99.
Після закінчення чемпіонату 1999/2000 футболіста запросив до «Металурга» (Запоріжжя) Маркевич, який після неузгодженостей із керівництвом «Карпат» очолив запорізьку команду. Клуб значно покращив свої результати, піднявшись із 8-го на 4-те місце, що дозволяло виступати у Кубку УЄФА.
Завершував кар'єру у вищолігових українських клубах: першості 2002/03 та першу половину 2003/04 провів у «Оболоні» (Київ), другу половину 2003/04 — у «Волині» (Луцьк). Осінь 2004-го Ковалець почав у складі «Борисфена», який боровся за виживання у вищій лізі чемпіонату України. Ветеран зіграв лише 3 поєдинки, отримав травму й остаточно завершив виступи на найвищому рівні.
У червні 2005 р. Сергій Ковалець провів у Хмельницькому свій прощальний матч: «Динамо» Київ 90-х років зіграло внічию зі збірною клубів України 90-х років — 4:4.

## Тренерська робота

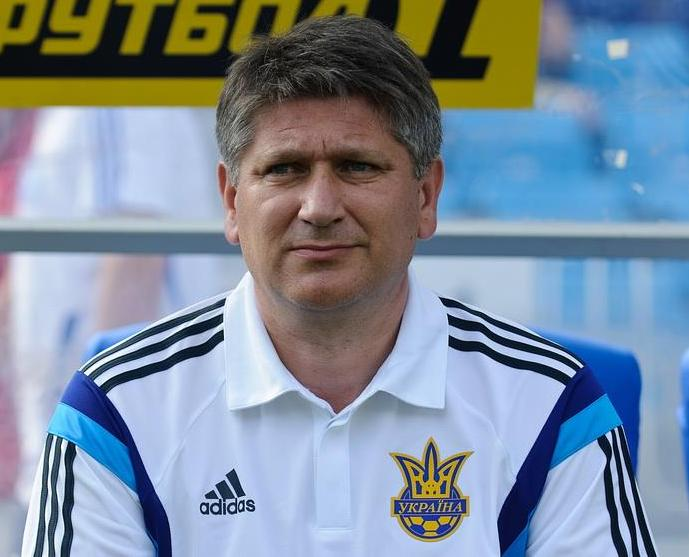
Сергій Ковалець — головний тренер молодіжної збірної України.

Із 2005 року працював у тренерському штабі «Металіста» (Харків), де допомагав Миронові Маркевичу.
У жовтні 2008 року очолив ФК «Львів». Його асистентом став Юрій Беньо, проте не зміг зберегти «левам» прописку в Прем'єр-лізі і влітку 2009 року, після вильоту команди, покинув клуб.
З літа 2009 був головним тренером першолігової «Олександрії», але вже в січні 2010 року Ковальця запросила прем'єрлігова «Оболонь». У тому сезоні Ковалець привів команду до 11 місця в чемпіонаті, а наступного — до 10. В сезоні 2010/2011 «Оболонь» під керівництвом Ковальця стала першою командою у світі, що змогла виграти у донецького «Шахтаря» на «Донбас-Арені» (0-1), це сталося 9 квітня 2011. Безпрограшна серія «гірників» налічувала 34-и матчі, із першої гри на цьому стадіоні. Крім того, в цьому сезоні в матчах із грандами (донецьким «Шахтарем» та київським «Динамо») «пивовари» змогли набрати 10-ть очок (єдина нічия — із «Динамо», на «Оболонь-Арені» 2:2).
Проте вже в наступному сезоні за перше коло не виграла жодного матчу і по завершення 15 туру, 31 жовтня 2011 року Ковальця було звільнено з посади головного тренера.
Із 20 січня 2012 року до кінця сезону працював у Словаччині, де очолював команду клубу «Татран» і допоміг команді зберегти прописку в еліті.
24 липня 2012 року був представлений головним тренером запорізького «Металурга». В першому ж матчі «металурги» змогли відібрати очки в харківського «Металіста», зігравши з рахунком 1:1, але надалі команда лише програвала і вже 31 серпня того ж року Ковалець був звільнений з посади.
26 грудня 2012 року Виконком ФФУ призначив Ковальця головним тренером молодіжної збірної України.
Наприкінці серпня 2016 року очолив литовський клуб «Тракай», але вже взимку 2016/17 залишив команду. У жовтні 2017 року український фахівець вдруге очолив клуб з чемпіонату Словаччини «Татран».
13 червня 2018 року був призначений головним тренером «Оболоні-Бровар». Під керівництвом Ковальця команда зайняла в Чемпіонаті Першої Ліги 2018—2019 6-те місце, набравши 47 очок. Наступного сезону команда досить вдало стартувала в Першій Лізі, займаючи 1-ше місце в турнірній таблиці, проте за підсумками турніру зайняла знову 6-те місце. Сергій Ковалець був визнаний кращим тренером Першої ліги за підсумками 2019 року. 1 вересня 2020 року «Оболонь» припинила співпрацю з тренером.
13 травня 2020 року був призначений головним тренером одеського «Чорноморця». 17 лютого 2021 року за обопільною згодою покинув одеський клуб.
З 23 грудня 2021 року — головний тренер аматорського клубу «Полісся» (Ставки).
З 29 грудня 2022 року — головний тренер клубу «Інгулець». Звільнений з посади після того, як команда не змогла зберегти прописку в УПЛ. Власник клубу Олександр Поворознюк назвав призначення Ковальця своєю помилкою.

## Особисте життя
Одружений з 1988 року. Разом з дружиною Анжелікою виховує доньок Аліну (1989 р.н.) та Дарʼю (1998 р.н.) і сина Кирила (1993 р.н.).

## Статистика гравця
| Сезон   | Клуб                   | Чемпіонат | Чемпіонат | Єврокубки | Єврокубки |
| Сезон   | Клуб                   | Ігри      | Голи      | Ігри      | Голи      |
| ------- | ---------------------- | --------- | --------- | --------- | --------- |
| 1986    | «Поділля» Хмельницький | 25        | 0         | —         | —         |
| 1988    | «Поділля» Хмельницький | 0         | 0         | —         | —         |
| 1989    | «Поділля» Хмельницький | 49        | 11        | —         | —         |
| 1990    | «Динамо» Київ          | 11        | 2         | 5         | 0         |
| 1991    | «Динамо» Київ          | 23        | 5         | 7         | 2         |
| 1992    | «Динамо» Київ          | 12        | 1         | 4         | 0         |
| 1992/93 | «Динамо» Київ          | 27        | 1         | 4         | 0         |
| 1993/94 | «Динамо» Київ          | 28        | 2         | 2         | 0         |
| 1994/95 | «Динамо» Київ          | 17        | 2         | 8         | 1         |
| 1994/95 | «Дніпро»               | 15        | 3         | —         | —         |
| 1995/96 | «Дніпро»               | 15        | 0         | —         | —         |
| 1996/97 | «Твенте» Енсхеде       | 0         | 0         | —         | —         |
| 1997/98 | «Дніпро»               | 1         | 1         | 1         | 0         |
| 1997/98 | «Карпати» Львів        | 15        | 2         | —         | —         |
| 1998/99 | «Карпати» Львів        | 26        | 4         | —         | —         |
| 1999/00 | «Карпати» Львів        | 21        | 2         | 2         | 0         |
| 2000/01 | «Металург» Запоріжжя   | 21        | 3         | —         | —         |
| 2001/02 | «Металург» Запоріжжя   | 10        | 0         | —         | —         |
| 2002/03 | «Оболонь» Київ         | 20        | 2         | —         | —         |
| 2003/04 | «Оболонь» Київ         | 7         | 0         | —         | —         |
| 2003/04 | «Красилів-Оболонь»     | 5         | 1         | —         | —         |
| 2003/04 | «Волинь» Луцьк         | 8         | 1         | —         | —         |
| 2004/05 | «Борисфен» Бориспіль   | 3         | 0         | —         | —         |

## Титули та досягнення

### Як гравець
«Динамо» (Київ)
- Чемпіон СРСР: 1990
- Володар Кубка СРСР: 1990
- Чемпіон України: 1993, 1994
- Володар Кубка України: 1993
- Віце-чемпіон України: 1992

«Дніпро» (Дніпро)
- Бронзовий призер чемпіонату України: 1995, 1996
- Фіналіст Кубка України: 1995

«Карпати» (Львів)
- Бронзовий призер чемпіонату України: 1998
- Фіналіст Кубка України: 1999

### Як тренер
«Тракай» (Тракай)
- Віце-чемпіон Литви (1): 2016

Україна (U-21)
- Володар Кубка Співдружності (1): 2014
- Фіналіст Кубка Співдружності (1): 2013

«Металіст» (Харків)
як помічник Мирона Маркевича
- Бронзовий призер чемпіонату України: 2007, 2008